# الشيخ حلو
قرية الشيخ حلو هي قرية فلسطينية مهجرة كانت تقع جنوب غرب مدينة حيفا على بعد حوالي 42 كم، بارتفاع نحو 25 مترًا عن سطح البحر. يُطلق عليها أيضًا اسم عرب الفقراء أو عرب الشيخ محمد الحلو نسبةً إلى الشيخ محمد الحلو، أحد زعماء قبيلة النفيعات، الذي يوجد له مقام في المنطقة. تجمع حول المقام بدو النفيعات وبدو الفقراء بالإضافة إلى بعض البدو التركمان في بعض الفصول، ما أدى إلى نشوء القرية.

## الجغرافيا والاقتصاد
كانت القرية مبنية على أرض رملية مستوية في السهل الساحلي، بالقرب من طريق فرعية تربطها بالطريق الساحلي الرئيسي من الشرق. قُدرت مساحة أراضي القرية بحوالي 2714 دونمًا، منها 15 دونمًا مملوكة للعرب و2513 دونمًا مملوكة لليهود و186 دونمًا من الأراضي العامة. اعتمد سكانها على الزراعة، خاصة زراعة الحمضيات والحبوب، ولكن انتشار المستنقعات ومرض الملاريا قلل من نمو السكان.

## السكان
في عام 1945، بلغ عدد سكان القرية 310 نسمة جميعهم من المسلمين، وارتفع العدد في عام 1948 إلى حوالي 360 نسمة. ينتمي سكان القرية إلى قبيلة البلاونة البدوية القادمة من جوار بئر السبع.

## التهجير والنكبة
في 10 أبريل 1948، هجّرت قوات الهاغاناه سكان القرية ضمن عملية تهدف إلى "تنظيف الساحل من سكانه العرب". لم يتبقَ من معالم القرية سوى مقام الشيخ حلو وبعض شواهد القبور الإسلامية التي ما زالت قائمة رغم تجريف الموقع لاحقًا.

## معالم القرية
يقع مقام الشيخ حلو إلى الشمال الشرقي من مستعمرة الخضيرة، ويحتوي على ثلاثة قبور ومحراب. يحيط بالمقام مقبرة إسلامية تضم شواهد قبور منقوشة بالكتابات العربية. في عام 2010، حاولت بلدية الخضيرة إنشاء حديقة عامة لحارة بيلو بالقرب من المقام، إلا أن مؤسسة الأقصى نجحت في وقف المشروع عبر المحكمة العليا الإسرائيلية.

## ما بعد النكبة
على أراضي القرية أُقيمت مستوطنة نفي حييم، وهي جزء من الأحياء الشمالية الغربية لمستعمرة الخضيرة، ويغطي الموقع الحالي أشجار الكينا.